# 黄嘴犀鸟
黃嘴犀鳥（學名：Tockus leucomelas），是一種棲息於非洲的鳥類，屬於犀鳥科彎嘴犀鳥屬。黃嘴犀鳥是一種中型鳥類，體長約48至60公分，特徵是黃色的長喙，以及只有雄性才有的盔突。眼睛及兩頰的皮膚帶著明顯的紅色。
黃嘴犀鳥的腹部是白色，頸部是灰色。牠的背部是黑色，但帶有大量的白色斑點和條紋。黃嘴犀鳥主要在地面覓食，牠們吃植物的種子、小昆蟲，以及蜘蛛和蠍子。在乾季時，牠們則較喜歡吃白蟻和螞蟻。
雌鳥一次會下3到4個白色的蛋在巢中，並且照顧那些蛋約25天直到孵化。雛鳥大約要過45天才會成熟。
黃嘴犀鳥主要分布在非洲南部。

## 图集

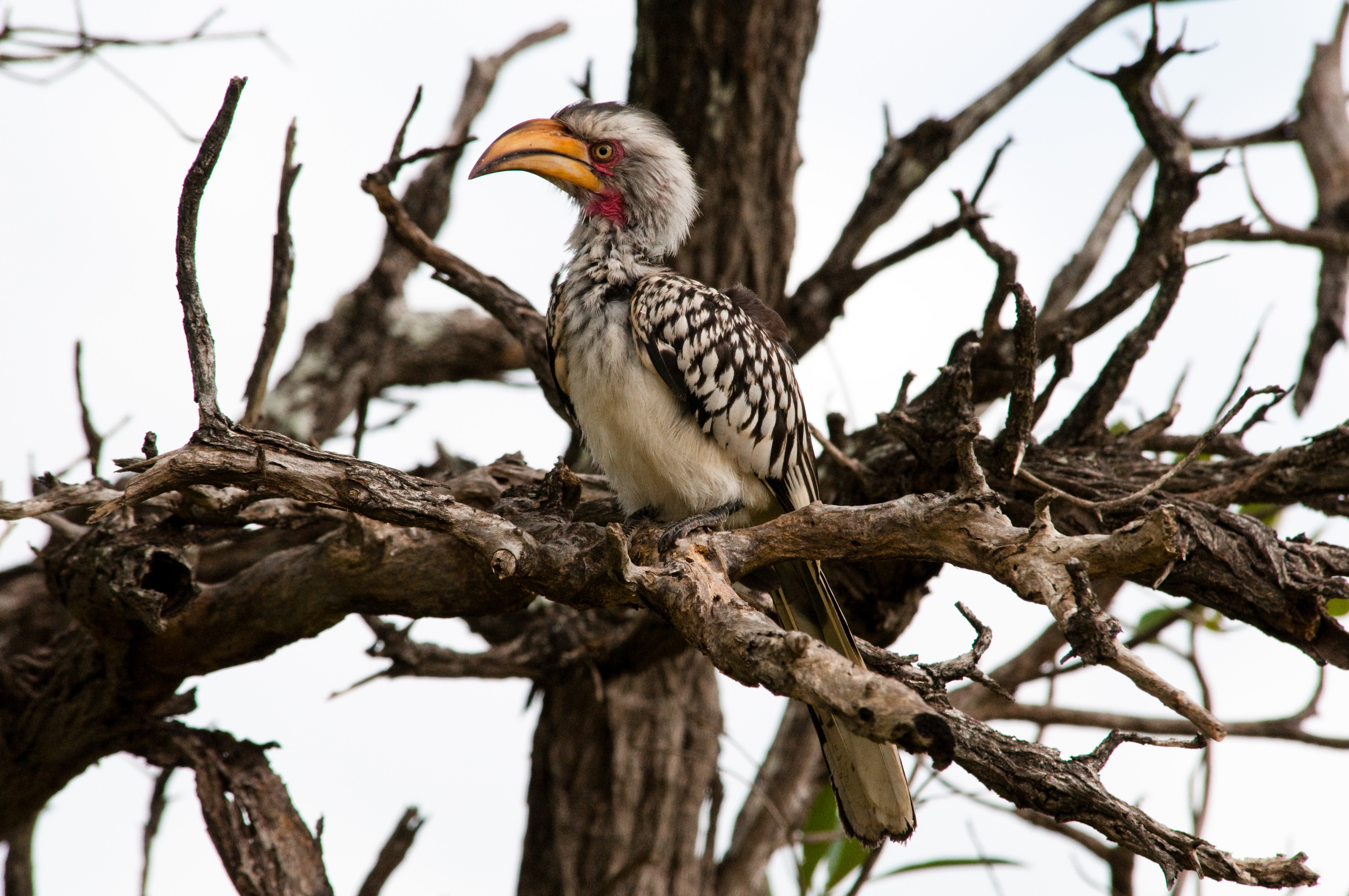
位于克留格爾國家公園
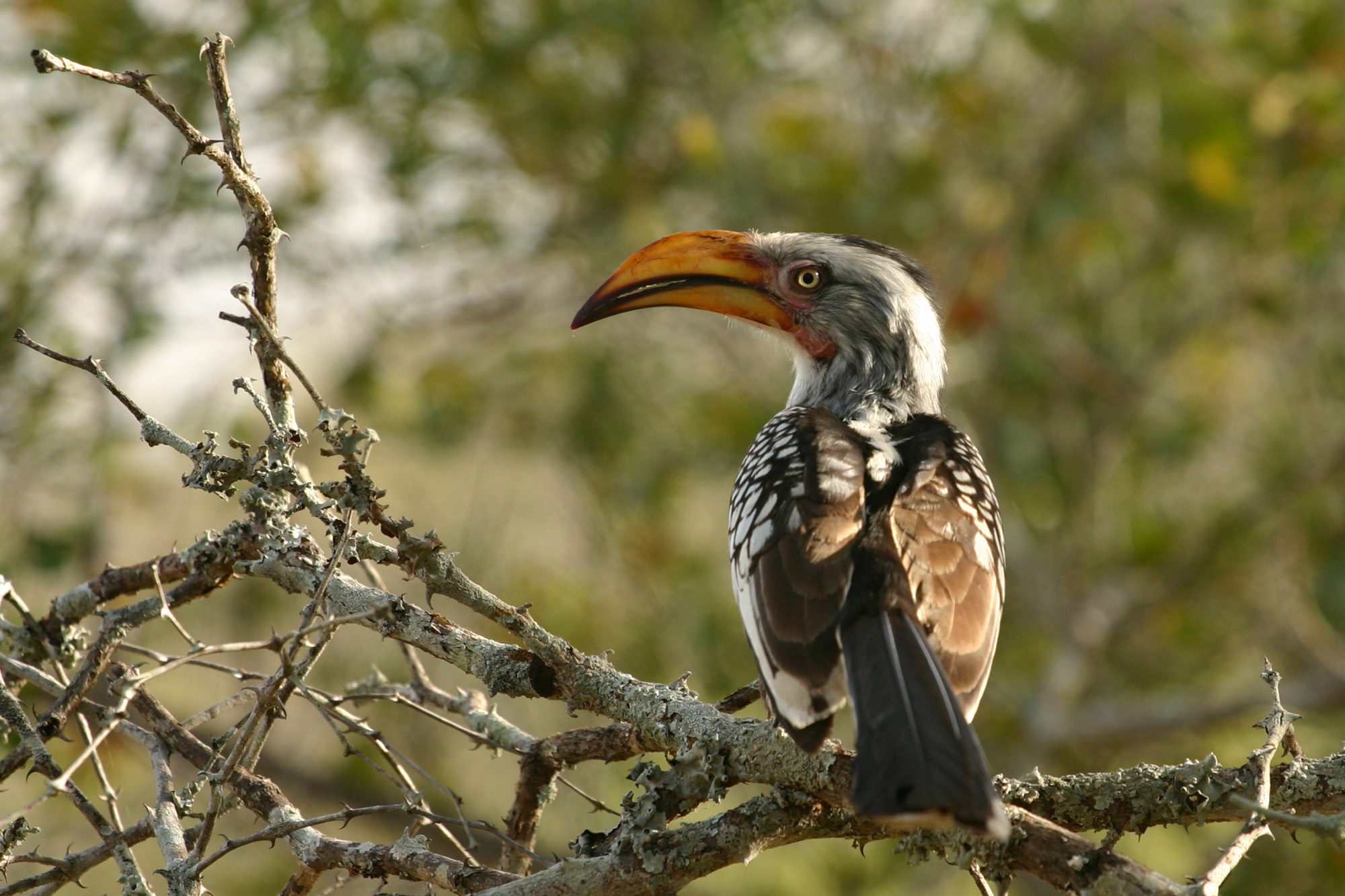
成年雌鸟
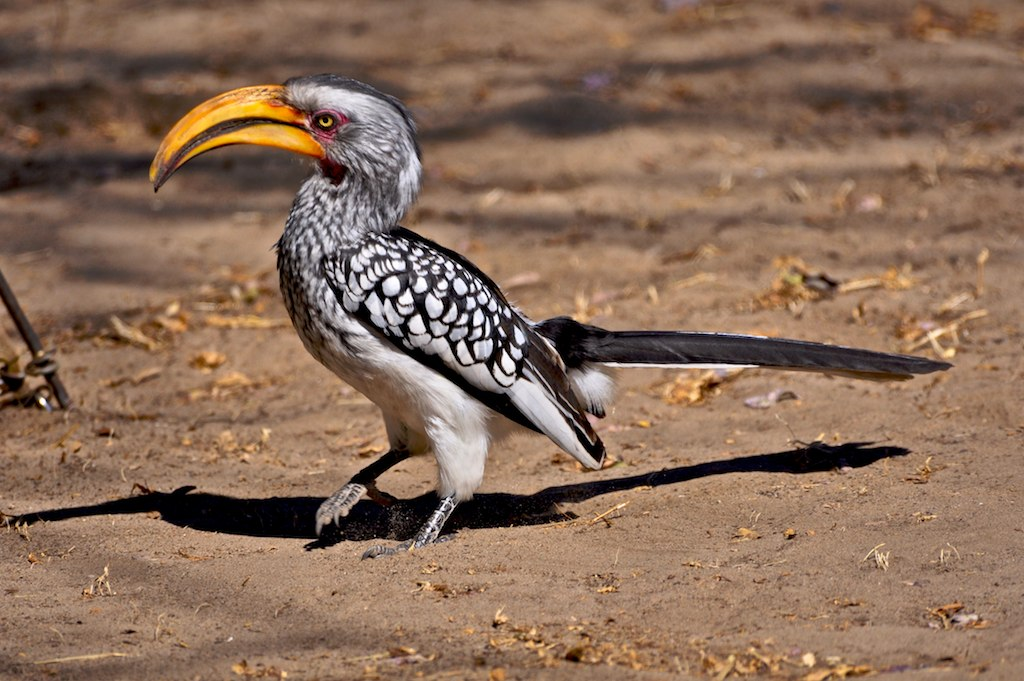
位于波札那喀拉哈里沙漠的成年雄鸟
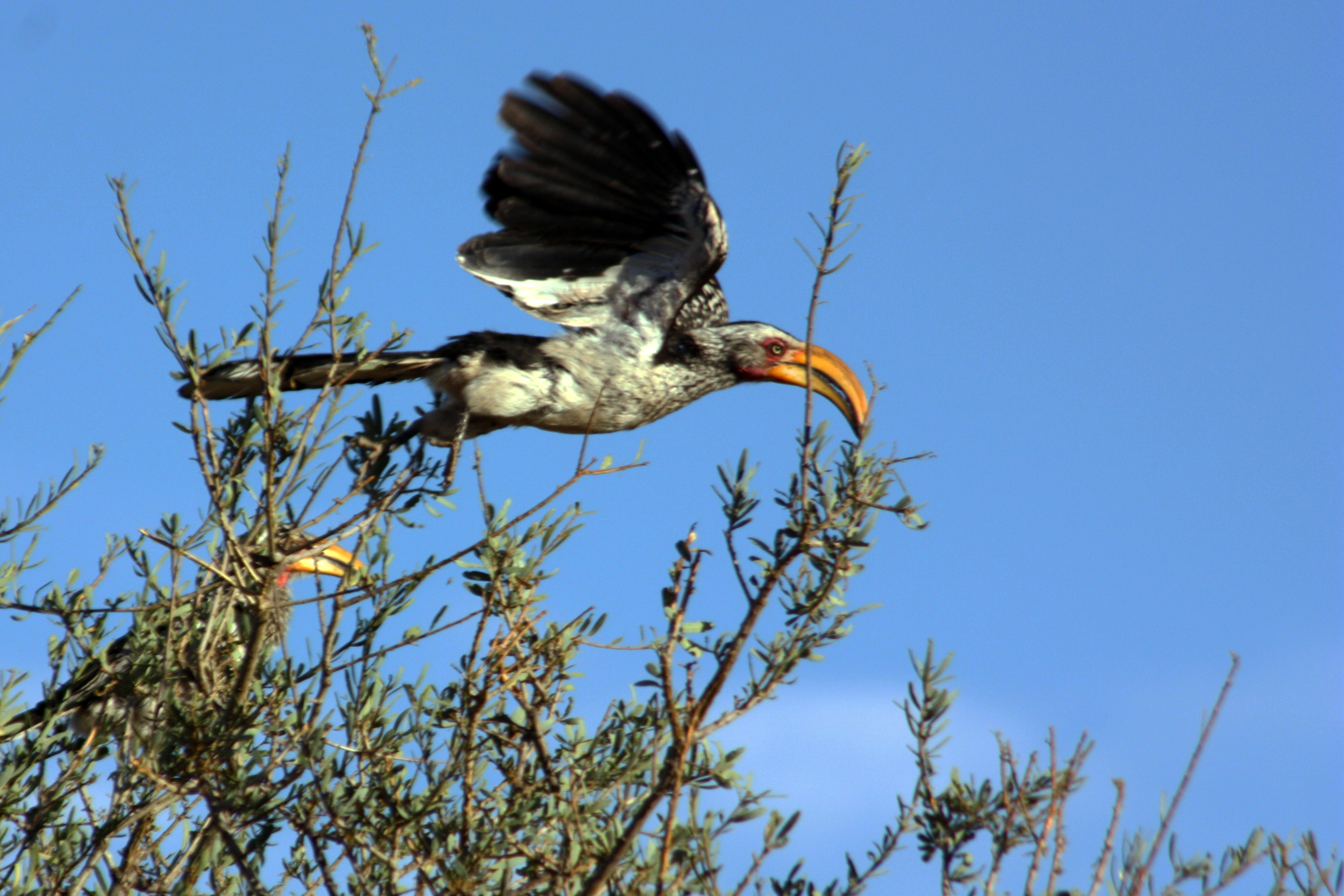
飞行中
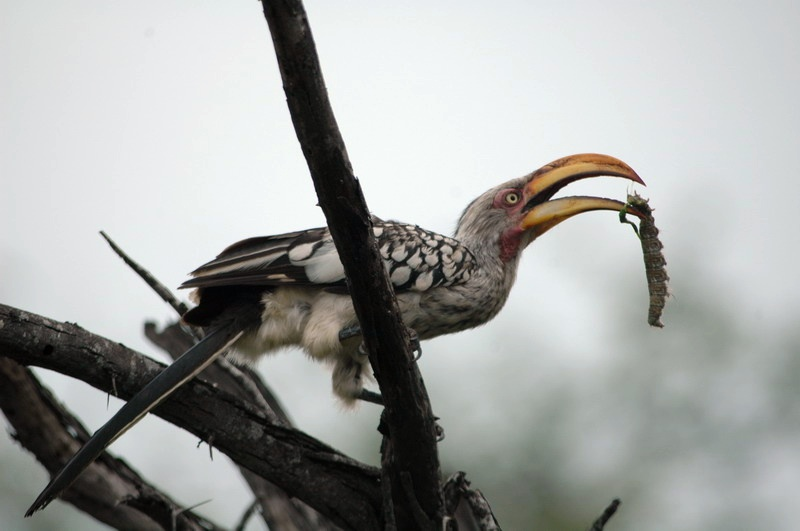
捕食
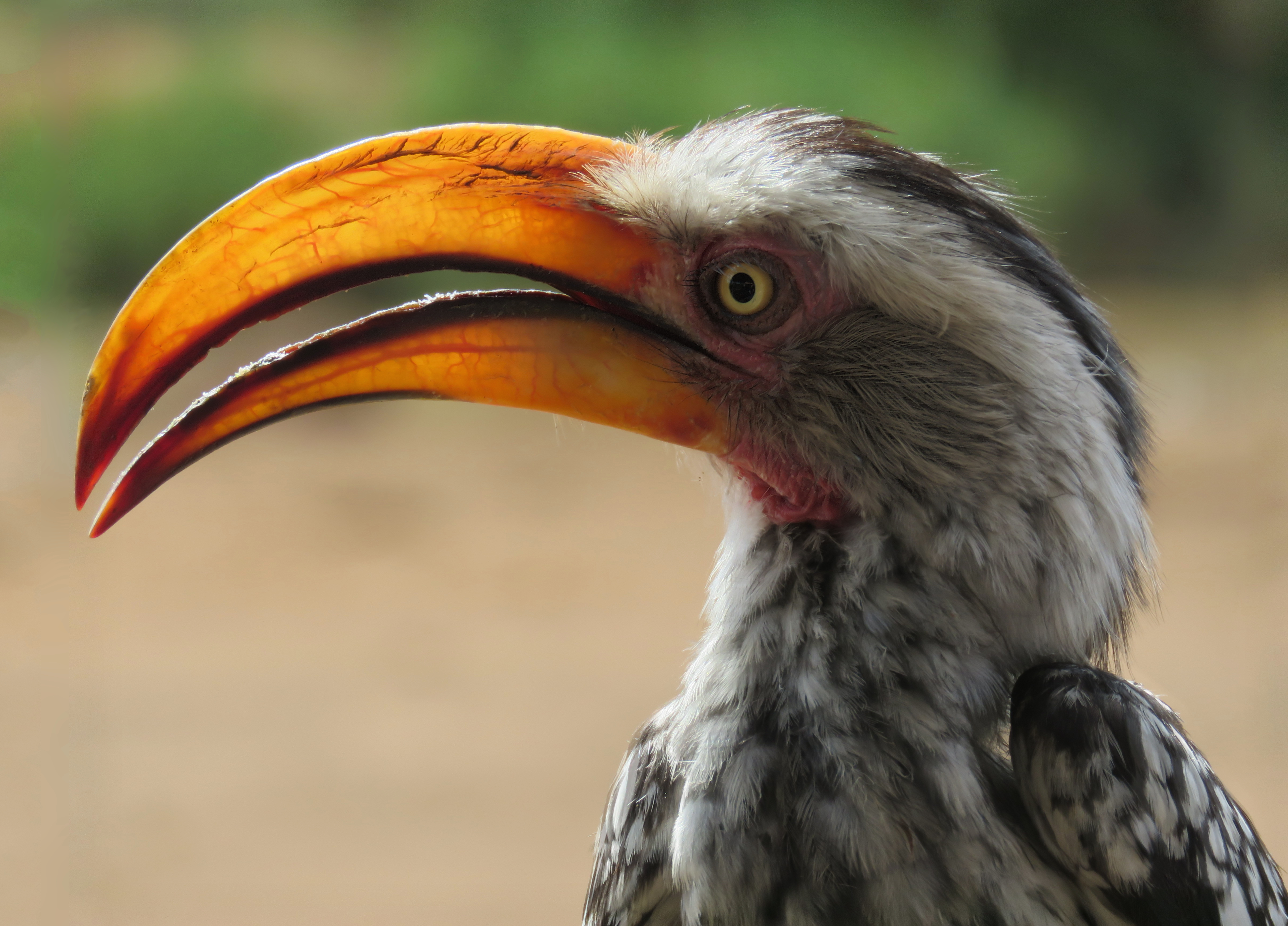
匹兰斯堡狩猎保护区的成年雄鸟
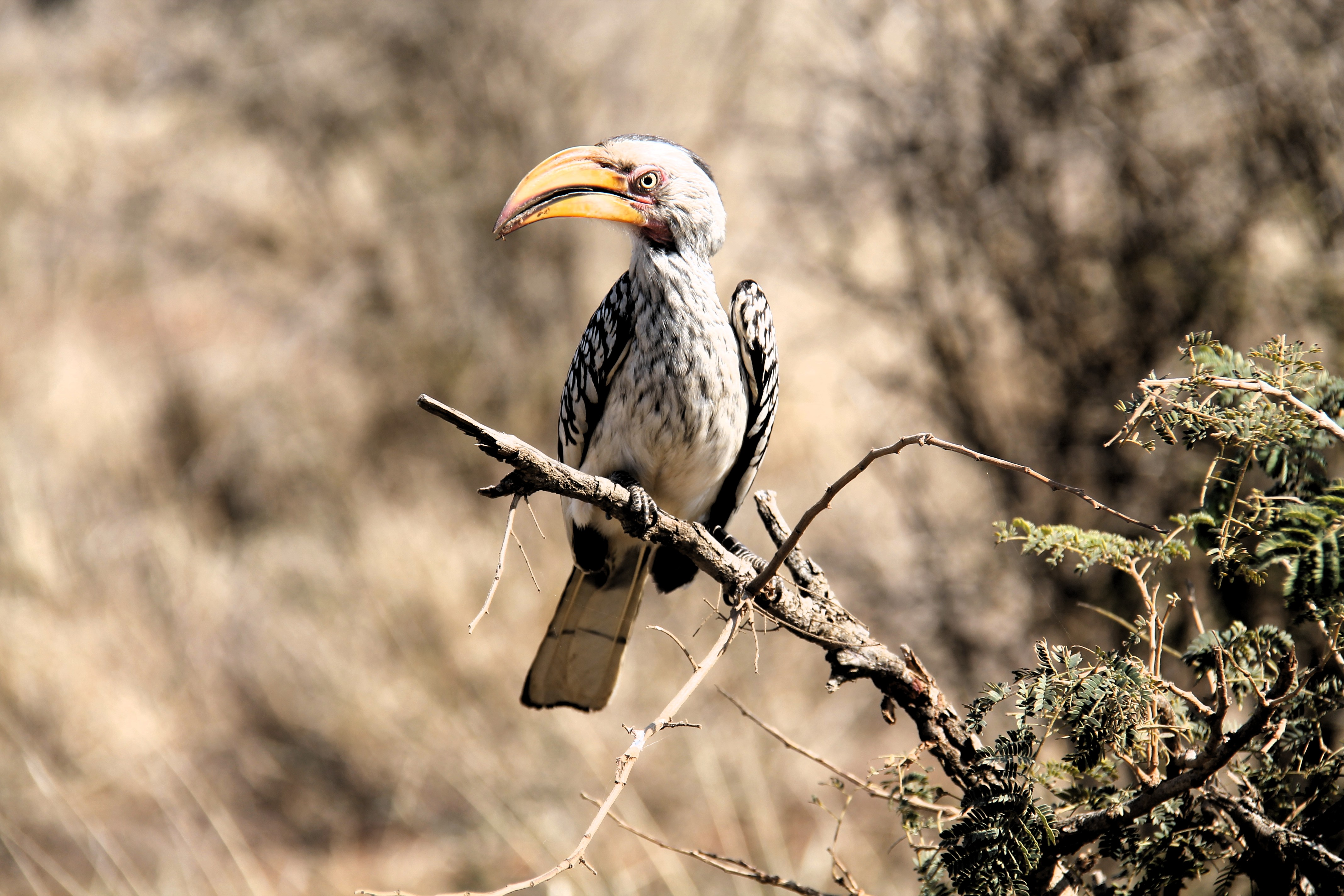
克留格爾國家公園